# William Albert Setchell
Prof. Dr. William Albert Setchell ( * 15 de abril de 1864 - 5 de abril de 1943 ) fue un botánico, briólogo, pteridólogo, micólogo, algólogo, y explorador estadounidense.
Sus padres George Case Setchell; y Mary Ann Davis que provenía de Trowbridge, Inglaterra. En 1887 comienza estudios de botánica en Harvard. Para 1890 defiende su PhD. En 1891 es profesor asistente en Yale.
Realizó extensas expediciones a Alaska, Polinesia, Australia, Sudáfrica.

## Algunas publicaciones
Realizó más de cien artículos científicos en Journales
- Setchell, WA. 1907. Two new hypogeous Secotiaceae. J. of Mycology 13 (92): 236-241
- ----. 1924.  Three new fungi. Mycologia 16: 240-244, 2 planchas
- ----. 1935.  An occurrence of Zostcra on the east coast of South America. Rev. Sudam. Bot., 2: 15-17, 1 fig. en texto
- ----. 1935.  Some marine plants of southeastern Melanesia. (The Templeton Crocker Expedition to Western Polynesian and Melanesian Islands, 1933; Nº 21.) Proc. Calif. Acad. Sci., ser. 4, 21: 259-276, pis. 11-15
- ----. 1935.  Preliminary notes on Sarcopygme, a new Rubiaceous genus from Samoa (con E. Christopherson.) B. P. Bishop Mus., Occas. Pa., 11: 3-5
- ----. 1935.  Hong Kong seaweeds. IV. Sargassaceae. Hong Kong Nat., Suppl., N 4: 1-24, pis. 1-17
- ----. 1935.  Notes on Microdictyon. III. U. C. Pub. Bot., 19: 129-139, pis. 13-15
- ----. 1935.  Acroblastum vs. Polyplethia: a complex of the Balanophoraceae. U. C.Pub. Bot., 19: 141-158, pis. 16-19
- ----. 1935.  Pacific insular floras and Pacific paleogeography. Am. Nat, 69: 289-310
- ----. 1935. Geographic elements of the marine flora of the North Pacific Ocean. Am.Nat., 69: 560-577, 12 figs. en texto. En A. H. S. Lucas, The marine algae of Lord Howe Island; Proc. Linn.Soc. N. S. W., 60: (pis. 3-4), 200-206, 216 (transcripción de notas de Codhim con dos nuevos subgéneros, tres nuevas secciones, y dos nuevas especies; también con un arreglo de especies de Liagora.)
- ----. 1941. Binghamia, the alga, versus Binghamia the cactus. (con E.Y. Dawson.) Proc. Nat. Acad. Sci. 27: 376-381
- ----. 1943.  Goniolithon and Neogoniolithon: two genera of crustaceous coralline algae. (con Lucile Roush Mason.) Proc. Nat. Acad. Sci. 29:87-92
- ----. 1943.  New or little known crustaceous corallines of Pacific North America (con Lucile Roush Mason.) Proc. Nat. Acad. Sci. 29: 92-97

## Honores
Fueron honradas con su nombre
- Géneros
  - Setchellia Magnus — Tilletiaceae. Ber. Deuts. Bot. Ges. 13: 468, 1895
  - Setchelliella De Toni — alga azul verde. Not. Nomencl. Alg. VIII, 1936
  - Setchellanthus Brandegee — Capparidaceae. U. C. Pub. Bot. 3: 378, 1909

- Unas veinte especies :
  - (Asteraceae) Erigeron setchellii  Jeps. 1901
  - (Blechnaceae) Stenochlaena setchellii Maxon 1924 
  - (Crassulaceae) Cotyledon setchellii Fedde 1904 
  - (Crassulaceae) Dudleya setchellii Britton & Rose 1903 
  - (Crassulaceae) Echeveria setchellii A.Nelson & J.F.Macbr. 1913 
  - (Cyatheaceae) Cyathea setchellii Copel. 1931 
  - (Lomariopsidaceae) Lomariopsis setchellii Holttum 1933 
  - (Orchidaceae) Eria setchellii Schltr. 1926 
  - (Solanaceae) Nicotiana setchellii Goodsp. 1941

- La abreviatura «Setch.» se emplea para indicar a William Albert Setchell como autoridad en la descripción y clasificación científica de los vegetales.[3]